# Brian Robertson
Brian David "Robbo" Robertson (Clarkston, 12 de fevereiro de 1956) é um guitarrista escocês de rock, conhecido por ser membro do Thin Lizzy e Motörhead.

## Infância e adolescência
Robertson nasceu em Clarkston, Renfrewshire (agora faz parte de East Renfrewshire), aonde ele foi educado, estudando no Colégio Eastwood (em inglês, Eastwood High School) e tornar músico. Ele estudou violoncelo e piano clássico por oito anos antes de aprender a torcar guitarra e bateria. Ele tocou em concertos em volta de sua área local com bandas como Dream Police, que depois se tornaria Average White Band.

## Carreira
Em junho de 1974, Thin Lizzy estava fazendo audições para um novo guitarrista e Robertson comparaceu. Com 17 anos, Robertson foi escolhido junto com Scott Gorham como outro guitarrista. Os dois guitarristas providenciaram uma parte crítica no som característico do Thin Lizzy, referindo-se a eles pelos criticos como "ataque dos guitarras gêmeos". Durante seu tempo na banda, Robertson foi um membro contribuinte em cinco álbuns de estúdio do Thin Lizzy: Nightlife (1974), Fighting (1975), Jailbreak (1976), Johnny the Fox (1976), Bad Reputation (1977) e o álbum ao vivo Live and Dangerous (1978).
O baixista e vocalista alem de lider Phil Lynott nunca bateu muito de frente com Robbertson, que apesar de talentoso e jovem, possuia um temperamento muito forte. Apos uma demissao e um retorno, Lynott demitiu Robbertson em definitivo pouco apos Bad Reputation, que foi a última gravação com a banda, que sequer teve seu nome em alguma música como compositor e ele tocou apenas em 2 canções deste álbum. Ele ficou fora tambem da capa do album, e durante a turne foi demitido.
No Thin Lizzy, a harmonia entre os guitarristas Robertson e Gorham, contribuiram muito para a banda criar um som distinto e influenciar bandas subsequente como Iron Maiden, Metallica, Europe e Guns N' Roses. Em 1978 com a demissao de Robertson em definitivo, o guitarrista Gary Moore retornou a banda, no qual ele havia substítuido em 1974.
Robertson formou o Wild Horses junto com o baixista Jimmy Bain do Rainbow. Alcançando sucesso parcial no Reino Unido, a banda separou-se após lançar dois álbum: "Wild Horses" (1980) e "Stand Your Ground" (1981). Em 1980, Robertson participou do álbum de Eric Burdon, Darkness Darkness. Robertson apareceu para uma performance da turnê final do Thin Lizzy em 1983, junto com outros guitarristas. Em 1986, ele gravou um cover do "Still in Love with You" como um tributo ao Phil Lynott, junto com Bobby Tench.
Após sua breve aparição com o Thin Lizzy, ele substitui "Fast" Eddie Clarke no Motörhead. Ele apareceu pela primeira vez em 21 de maio de 1982 no Harpo's Inn Detroit e também gravou com a banda nas sessões do King Biscuit Flower Hour, permancendo para gravar o Another Perfect Day (1983). Sua última aparição com o Motörhead foi no Metropol em Berlin, em 11 de novembro de 1983. Sua resistência em tocar "clássicos" do Motörhead, junto como seu relativo jeito suave de tocar (nos padrões do Motörhead) fez ele não se enquadrar na música do Motörhead, resultando nas vendas de singles e no álbum de estúdio com menos vendas que esperava vender. Ele se juntou a banda de Gary Barden chamada Statetrooper até eles se desmembrarem.
Em 2004, Robertson fez uma participação especial com a banda Ash no festival Oxegen na Irlanda, aonde ele tocou guitarra em sua versão cover do Thin Lizzy, "The Boys Are Back in Town". Ele se reuniu com os membros do Thin Lizzy em agosto de 2005 para um concerto de tributo em memória ao Phil Lynott, na formação feita pelo Gary Moore. Robertson e Moore apareceu com Brian Downey, Scott Gorham, Eric Bell e o baixista Jonathan Noyce do Jethro Tull.
Durante o fevereiro de 2008, Robertson retornou ao estúdio para trabalhar em seu novo material. Ele também fez uma aparição especial no álbum de estréia do The Bitter Twins chamado "Global Panic!", que foi lançado em 2009.
Seu primeiro álbum solo chamado Diamonds and Dirt, aparecendo Ian Haugland da banda Europe, Nalle Pahlsson da Treat, Leif Sundin do MSG e Linny Wood, foi gravado em Estocolmo nos Estúdios Polar (Polar Studios) durante o período de dois anos. Foi produzido por Robertson, Soren Lindberg e Chris Laney. O álbum possui trinta músicas, escritas por Robertson e outros incluindo Phil Lynott, Frankie Miller e Jim White. O álbum foi lançado na Europa via Steamhammer Records em março de 2011.
Robertson vive em Essex, Inglaterra quando ele não está em turnê ou gravando na Escandinava, aonde ele gasta muito tempo gravando e trabalhando.

## Influências
As principais influências dele são guitarristas de rock britânico, Brian Robertson disse que foi influência significamente por guitarristas de blues. As influências de Robertson incluiam Freddie King, Jeff Beck, Eric Clapton e Peter Green. Billy Gibbons do ZZ Top também foi mencionado como uma influência tardia para ele.

## Equipamento

### Guitarra

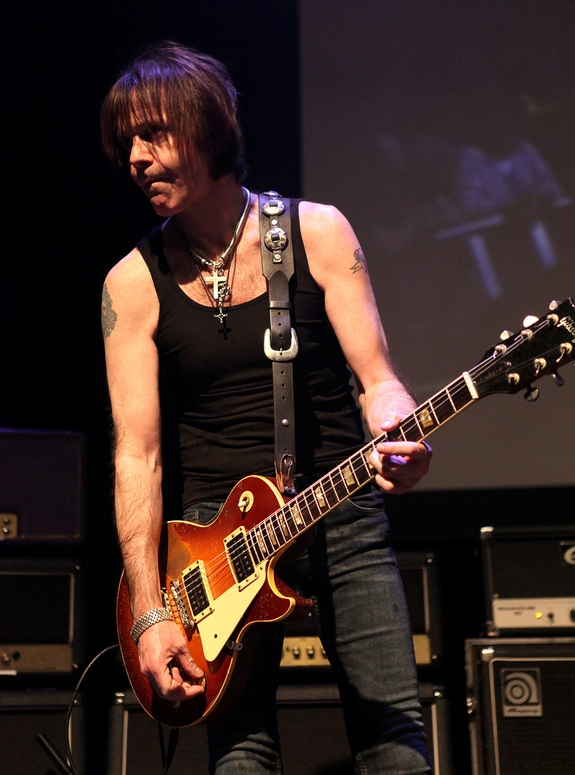
Robertson tocando no concerto de tributo anual ao Phil Lynott; o 25° anual "Vibe for Philo"

Robertson é frequentemente associado com a Black 1960 Les Paul Custom, com escudo branco (em vez de preto), aparece nas fotografias do álbum Live and Dangerous e seus subsequente clipe. No entanto, em uma entrevista Robertson explicou que sua guitarra principal lembra sua original Sunburst 1973 Les Paul Deluxe (que ele usava no Thin Lizzy), embora os trastes (devido ao uso) e o humbucker da antiga 1989 Gibson Seth Lover PAF foram equipadas aproximadamente pelo seu técnico de guitarra. O captador está sem a sua capa normal de prata-alemã, uma modificação popular.
No qual está fortemente associado com os amplificadores Marshall ingleses (100 watt non-Master Volume Superlead heads e 25W Dual Rectifier head) e os amplicadores Soundman. O álbum Jailbreak foi gravado sendo o utilizado o combo Carlsbro. O wah-pedal original de Robertson é feito pela inglesa Colorsound (em vez da CryBaby ou Vox, que eram mais caras na época), no entanto algumas vezes foram usadas a CryBaby nos anos 90 e emprestaram para ele uma Vox no clipe "Still in Love with Blues" (na qual ele cortou o pé de borracha fora, para o desespero do dono Stuart Bull).
Robertson usa o eco de fita WEM Copycat que fora substítuido por um rack moderno de digital delay. Ele usava uma Black Les Paul Custom e mencionava ele experimentando com "Boss Analog Chorus Delay, um MXR Pitch Transposer, Yahama analog delays, e um MXR 32 band Graphic EQ" durante seus dias no Motörhead.
O produtor Tony Visconti mencionou que para o "Killer Without a Cause":
...Robertson tocava guitarra com um estranho Talkbox, um simples gizmo (um efeito feito pela guitarra, também conhecido como Gizmotron) que Peter Frampton fez sucesso no seu álbum ao vivo de sucesso.

## Equipamentos de guitarra e fluxo de sinal
Um detalhado diagrama de equipamento usado por Brian Robertson em 1974 enquanto tocava no Thin Lizzy é bem-documentado.

## Discografia

### Solo
- Diamonds and Dirt (2011)

### Com o Thin Lizzy
- Nightlife (1974)
- Fighting (1975)
- Jailbreak (1976)
- Johnny the Fox (1976)
- Bad Reputation (1977)
- Live and Dangerous (1978)
- Life (1983)

### Com o Wild Horse
- Wild Horses (1980)
- Stand Your Ground (1981)

### Com o Motörhead
- Another Perfect Day (1983)
- No Remorse (1984)
- The Birthday Party (1990)

### Outros álbuns
- Pat Travers – Makin' Magic (1977)
- Peter French – Ducks in Flight (1978)
- Roy Sundholm – The Chinese Method (1979)
- Zaine Griff – Ashes and Diamonds (1980)
- Eric Burdon – Darkness Darkness (1980)
- Frankie Miller – Dancing in the Rain (1986)
- Balaam and the Angel – Live Free or Die (1988)
- Mona Liza Overdrive – Vive La Ka Bum (1989)
- Skyclad – Tracks from the Wilderness EP (1992)
- Shane MacGowan and The Popes – The Snake (1994)
- The Clan – That's All... EP (1995)
- Shane MacGowan and The Popes – Christmas Party EP (1986)
- Vários artistas – Thousand Days of Yesterdays – A Tribute to Captain Beyond (1999)
- Lotus – A Taster for the Big One (1999)
- Five Fifteen – Silver Machine (2000)
- Lotus – Quartet Conspiracy (2000)
- Dogface – Unleashed (2001)
- Steve Ellis – Last Angry Man (2001)
- Meldrum – Loaded Mental Cannon (2001)
- Five Fifteen – The Man Who Sold Himself (2004)
- The Bitter Twins – Global Panic! (2009)

### Entrevistas em DVD's
- Gary Moore and Frieds: One Night in Dublin: A Tribute to Phil Lynott (2005)
- Motörhead Videobiography - DVD duplo (2007)
- Motörhead Overkill - DVD duplo (2008)

### Entrevistas em Vídeo VHS
- Still in Love with the Blues - um vídeo feito por Brian Robertson e Stuart Bull. O título é uma referência a uma música feita por Brian durante seu tempo no Thin Lizzy que se chamava "Still In Love with You". Atualmente, o vídeo está também disponível no Youtube.